# أومابريلات
أومابريلات هو خافض ضغط الدم طورته شركة بريستول مايرز سكويب الدوائية الأمريكية لكن إدارة الأغذية والأدوية رفضته بسبب تسببه بحصول وذمة وعائية.
أومابريلات يثبط إنزيم محول للأنجيوتنسين (Angiotensin-converting enzyme) ونبريلايسين (Neprilysin).